# A życie kołem się toczy
A życie kołem się toczy (ang. Time of Your Life, 1999–2000) – amerykański serial telewizyjny nadawany przez stację Fox od 25 października 1999 roku do 21 czerwca 2000 roku. W Polsce serial w 2000 roku emitowała TVP2. Po 11 latach ponowną emisję 17 września rozpoczęła Polonia 1. Kontynuacja serialu Ich pięcioro. Pomimo popularności aktorki Jennifer Love Hewitt, nadawanie serialu zostało przerwane w połowie pierwszego sezonu z powodu niskiej oglądalności.

## Opis fabuły
Serial przedstawia dalsze perypetie Sary Reeves Merrin (Jennifer Love Hewitt), przyjaciółki Salingerów, która opuszcza San Francisco, aby uciec od kłopotów i przeprowadza się do Nowego Jorku, gdzie rozpoczyna nowe życie.

## Obsada
- Jennifer Love Hewitt jako Sarah Reeves Merrin
- Jennifer Garner jako Romy Sullivan
- Pauley Perrette jako Cecilia Wiznarski
- Gina Ravera jako Jocelyn „Joss” House
- Johnathon Schaech jako John Maguire
- Diego Serrano jako Jesse „J.B.” Byron Castel